# Deriva dels continents

Animació que mostra el procés de separació del supercontinent Pangea.

En geologia, la deriva dels continents és el desplaçament de les masses continentals unes respecte a les altres. Aquesta teoria segons la qual el científic alemany Alfred Wegener hi afirmava que els continents actuals van estar units fa uns 250 milions d'anys en un supercontinent al qual anomenà Pangea, rodejat per un únic oceà, Pantalassa. La forma moderna d'aquesta teoria va ser plantejada el 1912, però no va ser completament explicada fins a la formulació de la teoria de les plaques tectòniques, cap als anys 60 del segle xx.

## Història
La idea que els continents es mouen és força anterior a Wegener. El 1590, el cartògraf flamenc Abraham Ortelius va assenyalar al seu assaig Thesaurus Geographicus que el contorn de les costes dels continents mostrava clarament que s'havien separat els uns dels altres. La idea d'Ortelius va ser represa en els segles posteriors per diversos autors, com per exemple Francis Bacon, Benjamin Franklin o Alexander von Humboldt. La idea va esdevenir encara més atractiva durant el segle xix, quan l'estudi dels fòssils va aportar proves que, per exemple, Amèrica del Nord i Europa havien tingut una flora comuna en el passat. Basant-se en aquestes observacions, Eduard Suess va proposar la hipòtesi que l'origen dels continents moderns era la fragmentació d'un antic supercontinent, que va anomenar Gondwana. Tots aquests autors van intuir el fenomen de la deriva dels continents, però van tenir dificultats per aportar una explicació coherent que n'expliqués la causa.

## Proves de la deriva continental
El meteoròleg alemany Alfred Wegener va reunir en la seva tesi original proves convincents que els continents es trobaven en continu moviment. Les més importants eren les següents.

### Proves geogràfiques
Wegener va sospitar que els continents podrien haver estat units en temps passats a l'observar una gran coincidència entre la forma de les costes dels continents, especialment entre Sud-amèrica i Àfrica. Si en el passat aquests continents haguessin estat units formant només un (Pangea), és lògic que els fragments encaixin. La coincidència és encara més gran si es tenen en compte no les costes actuals, sinó els límits de les plataformes continentals.

### Proves geològiques
Es basaven en els descobriments a partir d'aquesta certesa. Quan Wegener va reunir tots els continents en un de sol, Pangea, va descobrir que existien serralades amb la mateixa edat i mateixa classe de roques en diferents continents que, segons ell, havien estat unides. Aquests accidents es remuntaven a una edat que es va poder saber calculant l'antiguitat dels orògens.

### Proves paleoclimàtiques
Va utilitzar certes roques sedimentàries com a indicadors dels climes en què s'originen, va dibuixar un mapa d'aquests climes antics i va concloure que la seva distribució resultaria inexplicable si els continents haguessin estat en les seves posicions actuals. A causa d'antigues glaciacions s'han trobat Til·lites en zones molt separades geològicament.

La distribució geogràfica dels fòssils fou un dels arguments que permeteren Wegener demostrar la seva teoria.

### Proves paleontològiques
Alfred Wegener també va descobrir un altre indici sorprenent. En diferents continents allunyats mitjançant oceans, va trobar fòssils de les mateixes espècies, és a dir, van habitar els dos llocs durant el període de la seva existència. I és més, entre aquests organismes es trobaven alguns terrestres, com rèptils o plantes, incapaços d'haver travessat oceans, per la qual cosa va deduir que durant el període de vida d'aquestes espècies Pangea havia existit.